# Барбарига
Барбарига, Барбариґа (італ. Barbariga) — муніципалітет в Італії, у регіоні Ломбардія, провінція Брешія.
Барбарига розташована на відстані близько 440 км на північний захід від Рима, 70 км на схід від Мілана, 20 км на південний захід від Брешії.
Населення — 2338 осіб (2014).
Щорічний фестиваль відбувається 15 червня. Покровитель — Святий Віто.

## Демографія
Населення за роками:

Станом на 1 січня 2023 року в муніципалітеті офіційно проживало 276 іноземців з 23 країн, серед них 17 громадян країн Євросоюзу та 9 громадян України.

## Сусідні муніципалітети
- Корцано
- Делло
- Оффлага
- Орцинуові
- Помп'яно
- Сан-Паоло